# Заикин, Анатолий Валентинович
Анатолий Валентинович Заикин (род. 4 апреля 1958 год) — заслуженный артист Российской Федерации, лауреат всероссийского, всесоюзного и международных конкурсов. Профессор Ростовской Государственной Консерватории им. С. В. Рахманинова.

## Биография
Анатолий Валентинович Заикин родился 4 апреля 1958 года в городе Ростове-на-Дону.
В 1973 году стал выпускником ДМШ имени П. И. Чайковского в Ростове-на-Дону, класс В. И. Шутько.
Анатолий Заикин поступил в Ростовский государственный музыкально-педагогический институт и стал его выпускником в 1982 году. Его специальность — преподаватель, дирижер оркестра, концертный исполнитель. Учился в классе народного артиста Российской Федерации, профессора В. А. Семёнова. Будучи студентом, стал лауреатом Всероссийского конкурса в Ленинграде, всесоюзного конкурса в Новосибирске и международного конкурса в Клингенталь. В 1980 году стал солистом Ростовской областной филармонии.
В 1987 году прошел ассистентуру-стажировку Российской академии музыки имени Гнесиных, занимался в классе заслуженного деятеля искусств Российской Федерации и Республики Башкортостан, профессора В. Ф. Белякова.
В 1993 году стал заслуженным артистом Российской Федерации.
16 апреля 2000 года стал профессором Ростовской Государственной Консерватории им. С. В. Рахманинова. Педагогический стаж составляет 33 года. Преподает специальность, ансамбль, аранжировку и обработку народной мелодии, педагогическую практику, концертмейстерский класс, актуальные проблемы музыкального исполнительства и педагогики.
Лауреат всероссийского, всесоюзного и международного конкурсов.
В октябре 2015 года Анатолий Валентинович Заикин был членом жюри международного фестиваля-конкурса «Звездный Дождь». За время работы педагогом подготовил 61 выпускника-музыканта.